# Berestowenka
Berestowenka (ukrainisch und russisch Берестовенька) ist ein Dorf im Westen der ukrainischen Oblast Charkiw mit etwa 1000 Einwohnern (2001).

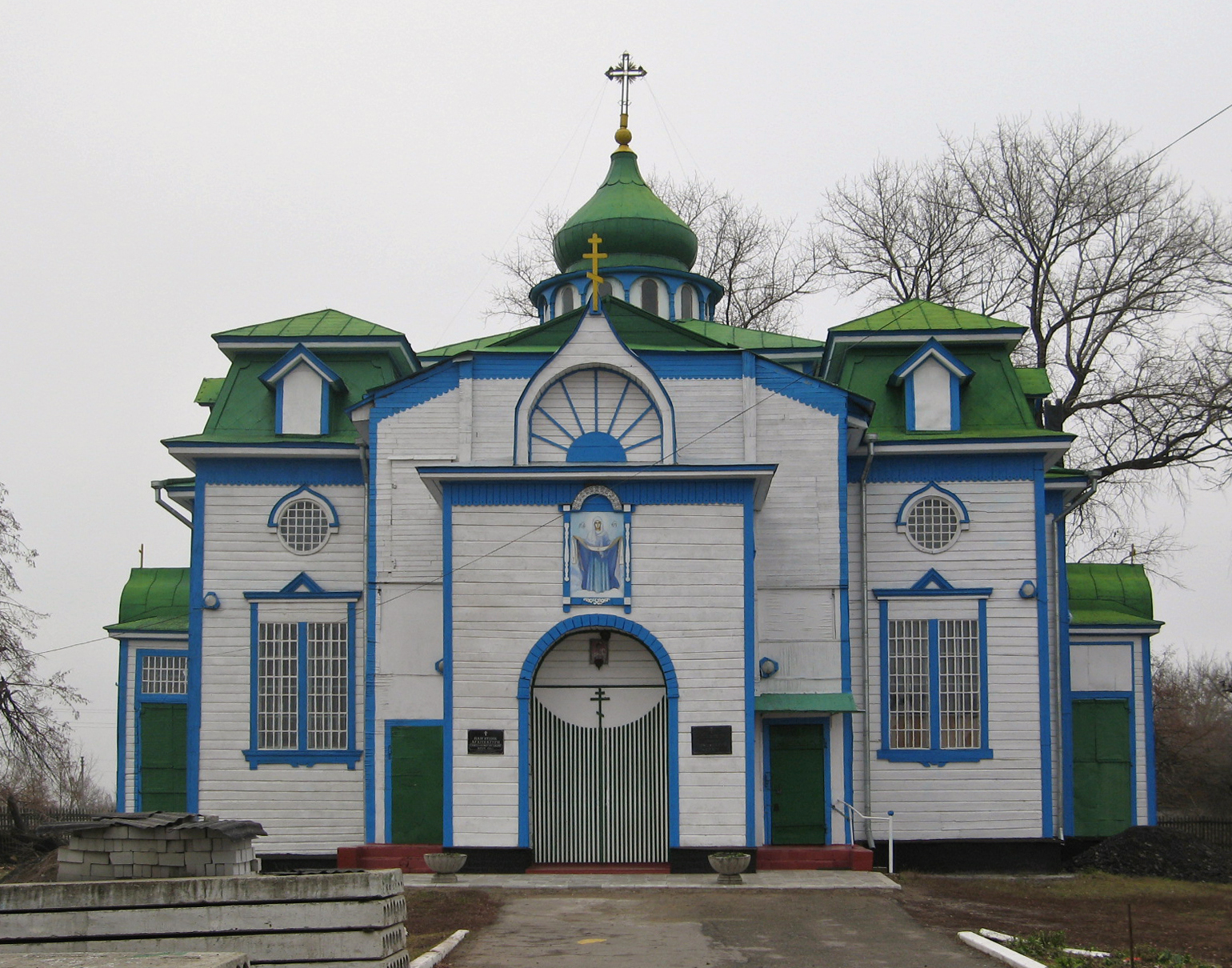
Orthodoxe Dorfkirche von 1912

Berestowenka liegt auf einer Höhe von 104 m am Ufer des 32 km langen Flusses Berestowenka, 4 km nordöstlich vom Gemeindezentrum Iwaniwske, 17 km nordöstlich vom Rajonzentrum Berestyn und 80 km südwestlich vom Oblastzentrum Charkiw.
Das 1735 gegründete Dorf hatte 1864 insgesamt 2.158 Einwohner, davon 1.065 Männer und 1.093 Frauen. In der zu dieser Zeit im Gouvernement Poltawa gelegenen Siedlung gab es eine orthodoxe Kirche, eine Wolost- und Dorfverwaltung sowie eine Poststation.
Am 12. Juni 2020 wurde das Dorf ein Teil der neugegründeten Stadtgemeinde Krasnohrad, bis dahin war sie ein Teil der Landratsgemeinde Iwaniwske (Іванівська сільська рада/Iwaniwska silska rada) im Norden des Rajons Krasnohrad. Stadtgemeinde und Rajon wurden 2024 in Berestyn umbenannt.
Berestowenka besitzt eine 1912 geweihte Dorfkirche und eine Bahnstation an der Bahnstrecke Merefa–Berestyn. Die Fernstraße M 18 verläuft 7 km westlich von Berestowenka.